# Elie Aiboy
Elie Aiboy (Jayapura, Indonesia; 20 de abril de 1979) es un exfutbolista y entrenador de fútbol de Indonesia que jugaba en la posición de extremo.

## Carrera

### Club
| Periodo   | Club                 | Apariciones | Goles |
| --------- | -------------------- | ----------- | ----- |
| 1997-1998 | PSB Bogor            | 15          | 2     |
| 1998-1999 | Persipura Jayapura   | 16          | 2     |
| 1999–2002 | Semen Padang         | 58          | 12    |
| 2003–2005 | Persija Jakarta      | 42          | 8     |
| 2005–2007 | Selangor FA          | 42          | 5     |
| 2007–2008 | Arema Malang         | 26          | 6     |
| 2008–2009 | Selangor FA          | 26          | 2     |
| 2009      | PSMS Medan           | 14          | 4     |
| 2009–2010 | Persidafon Dafonsoro | 20          | 3     |
| 2010–2013 | Semen Padang         | 48          | 5     |
| 2013–2014 | Persih Tembilahan    | 14          | 3     |
| 2014–2015 | Persip Pekalongan    | 11          | 0     |

### Selección nacional
Jugó para Indonesia en 49 ocasiones de 2001 a 2012 y anotó ocho goles; participó en dos ediciones de la Copa Asiática.

## Logros

### Club
- Malaysia Premier League (1): 2005
- Malaysia FA Cup (1): 2005
- Malaysia Cup (1): 2005
- Indonesia Premier League (1): 2011–12
- Indonesian Community Shield (1): 2013

### Individual
- Mejor jugador de la Copa FA de Malasia (1): 2005